# Leucopis simlai
Leucopis simlai är en tvåvingeart som beskrevs av B.C. Das, S. Poddar och Dhirendra Nath Raychaudhuri 1981. Leucopis simlai ingår i släktet Leucopis och familjen markflugor. Inga underarter finns listade i Catalogue of Life.